# Heresia trilíngue

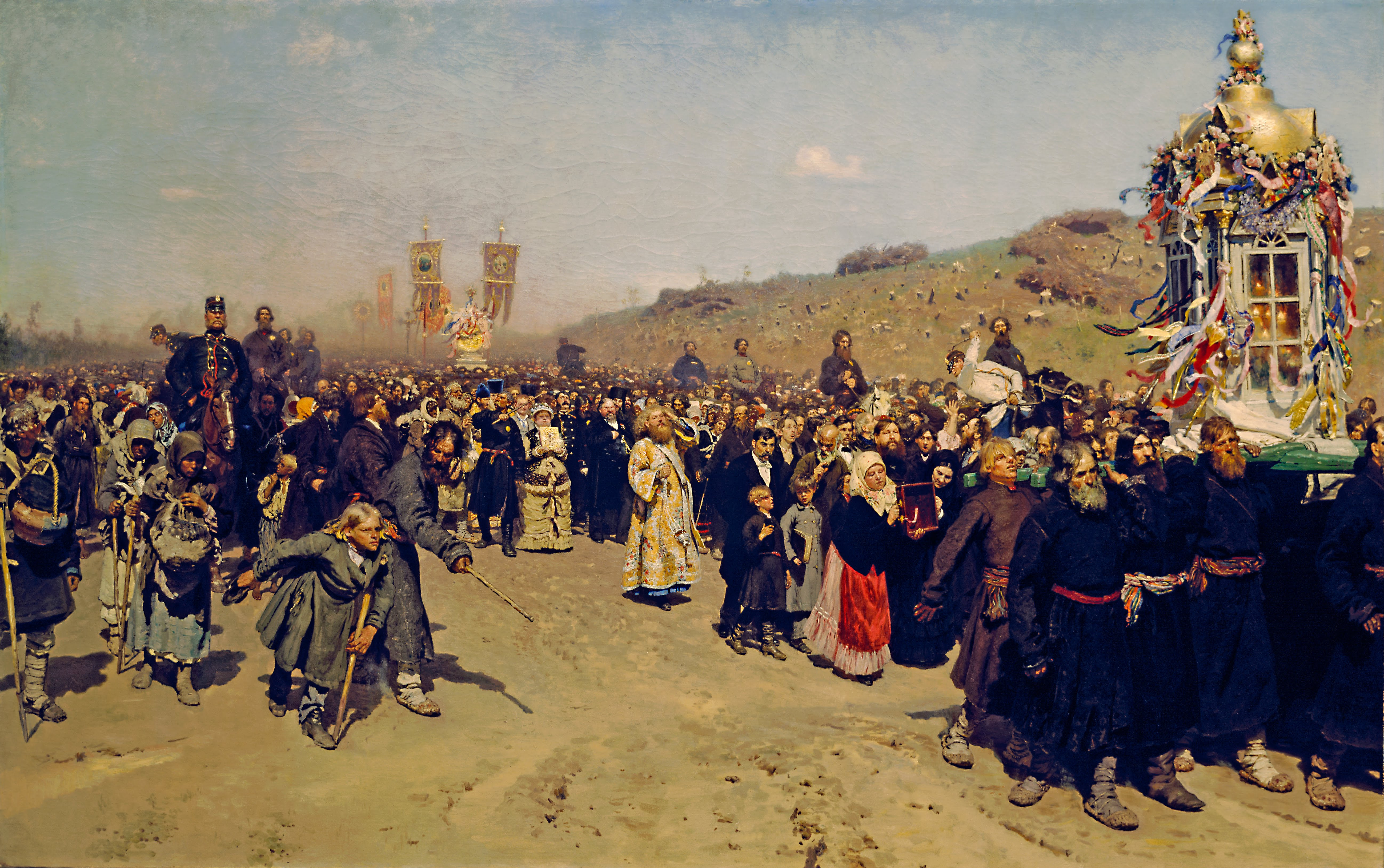
Ilya Repin: “Aleluia, Aleluia, Aleluia” contra Heresia trilíngue.

A heresia trilíngue foi uma ideia difundida na Idade Média de que a Bíblia e os sermões em geral apenas poderiam ser proclamados em latim, hebraico e grego, as três línguas do Titulus Crucis. No final, graças a Cirilo, o Filósofo, o Papa Nicolau I e, especialmente, ao governante búlgaro Simeão, o Grande, essa ilusão foi desmentida e hoje a vitória sobre a ignorância é comemorada e marcada como dia da educação e cultura búlgara e da escrita eslavônica. Desde 1980, Cirilo e Metódio são declarados patronos da Europa pelo Papa, e eles, junto com seus alunos mais importantes, são Sete Santos. 